# Angelo Piazza
Angelo Piazza (ur. 13 września 1955 w Bolonii) – włoski polityk, prawnik i nauczyciel akademicki, parlamentarzysta, w latach 1998–1999 minister.

## Życiorys
Z wykształcenia prawnik, absolwent Uniwersytetu Bolońskiego. Pracował m.in. w Avvocatura dello Stato, organie zajmującym się ochroną praw i interesów państwa włoskiego. Następnie orzekał w sądach administracyjnych (Tribunale Amministrativo Regionale) dla regionów Lombardia (1985–1990) i Emilia-Romania (1993–2001).
Angażował się równocześnie także w działalność polityczną. Na początku lat 90. zajmował stanowisko dyrektora gabinetu politycznego Enrica Boselliego, pełniącego wówczas funkcję prezydenta Emilii-Romanii. Był później doradcą ministra Franca Bassaniniego. Od października 1998 do grudnia 1999 z rekomendacji Włoskich Demokratycznych Socjalistów sprawował urząd ministra ds. administracji publicznej w pierwszym rządzie Massima D’Alemy. W latach 2006–2008 wykonywał mandat posła do Izby Deputowanych XV kadencji.
Zajął się w międzyczasie prowadzeniem prywatnej praktyki adwokackiej, został nauczycielem akademickim na uczelniach w Bolonii i Rzymie.